# Катич, Милан
Милан Катич (серб. Milan Katić; род. 22 октября 1993 года) — сербский волейболист, доигровщик клуба «Газпром-Югра» и сборной Сербии.

## Карьера
Милан родился в белградском районе Батайница. С юных лет посещал футбольную секцию, а позже перешёл в волейбольную секцию.
Свою профессиональную карьеру он начал в Воеводине, где провел шесть лет. После этого он год играл за «Галатасарай», а затем играл в трех польских клубах. 
В 2021 году играл в Италии, а в 2022 перешёл в сургутский «Газпром-Югра».
Привлекается к играм сборной Сербии.

## Достижения
- Кубок CEV

 — 2022
- Кубок вызова ЕКВ

 — 2015
- Кубок Сербии по волейболу

 — 2010, 2012, 2015
- Суперкубок Польши

 — 2018, 2019
- Чемпионат Польши

 — 2018
- Чемпионат Европы (юн.)

 — 2011
- Чемпионат мира (юн.)

 — 2011
- Мировая лига

 — 2016
- Чемпионат Европы

 — 2017